# Équipe de Papouasie-Nouvelle-Guinée féminine de football
Cet article traite de l'équipe féminine. Pour l'équipe masculine, voir Équipe de Papouasie-Nouvelle-Guinée de football.
Maillots
L'équipe de Papouasie-Nouvelle-Guinée féminine de football (anglais : Papua New Guinea women's national soccer team) est une sélection des meilleures footballeuses de Papouasie-Nouvelle-Guinée (papou-néo-guinéennes) sous l'égide de la Fédération papou-néo-guinéenne de football.

## Classement FIFA
| Année              | 2003 | 2004 | 2005 | 2006 | 2007 | 2008 | 2009 | 2010 | 2011 | 2012 | 2013 | 2014 | 2015 | 2016 | 2017 | 2018 |
| ------------------ | ---- | ---- | ---- | ---- | ---- | ---- | ---- | ---- | ---- | ---- | ---- | ---- | ---- | ---- | ---- | ---- |
| Classement mondial | 59   | 59   | 59   | 58   | 56   | 54   | 92   | 55   | 52   | 49   | 118  | 48   | 49   | 48   | 119  | 49   |
| Classement OFC     | 3    | 3    | 3    | 3    | 2    | 2    |      | 2    | 2    | 2    |      | 2    | 2    | 2    |      |      |

## Palmarès

### Parcours enCoupe d'Océanie
- 1989 : 5e
- 1991 : 3e
- 1995 : 3e
- 1998 : 3e
- 2003 : 3e
- 2007 : 2e
- 2010 : 2e
- 2014 : 2e
- 2018 : 3e
- 2022 : Vainqueur
- 2025 : 2e

### Parcours auxJeux du Pacifique
- 2003 : Vainqueur
- 2007 : Vainqueur
- 2011 : Vainqueur
- 2015 : Vainqueur
- 2019 : Vainqueur
- 2023 : Vainqueur